# Parachironomus
Parachironomus är ett släkte av tvåvingar som beskrevs av Lenz 1921. Parachironomus ingår i familjen fjädermyggor.

## Dottertaxa tillParachironomus, i alfabetisk ordning[1][2]
- Parachironomus aberrans
- Parachironomus abortivus
- Parachironomus aculeatus
- Parachironomus acutus
- Parachironomus agraensis
- Parachironomus alatus
- Parachironomus apalai
- Parachironomus arcuatus
- Parachironomus atroari
- Parachironomus avicularis
- Parachironomus biannulatus
- Parachironomus bicornutus
- Parachironomus bidentatus
- Parachironomus camajura
- Parachironomus carinatus
- Parachironomus cayapo
- Parachironomus chaetaolus
- Parachironomus cinctellus
- Parachironomus coronatus
- Parachironomus cryptotomus
- Parachironomus cylindricus
- Parachironomus danicus
- Parachironomus delinificus
- Parachironomus dewulfianus
- Parachironomus digitalis
- Parachironomus directus
- Parachironomus elodeae
- Parachironomus farinosus
- Parachironomus forceps
- Parachironomus frequens
- Parachironomus gillespieae
- Parachironomus guarani
- Parachironomus hazelriggi
- Parachironomus intermedius
- Parachironomus kuzini
- Parachironomus lacteipennis
- Parachironomus lewisi
- Parachironomus limnael
- Parachironomus luctuosus
- Parachironomus major
- Parachironomus manaos
- Parachironomus matapi
- Parachironomus mauricii
- Parachironomus mirim
- Parachironomus monochromus
- Parachironomus nigrofasciatus
- Parachironomus osa
- Parachironomus pallidiventris
- Parachironomus paradigitalis
- Parachironomus pararostratus
- Parachironomus parilis
- Parachironomus pectinatellae
- Parachironomus pediformis
- Parachironomus potamogeti
- Parachironomus primitivus
- Parachironomus pseudovarus
- Parachironomus puberulus
- Parachironomus robustus
- Parachironomus sauteri
- Parachironomus schneideri
- Parachironomus siljanensis
- Parachironomus sinuatus
- Parachironomus subalpinus
- Parachironomus sublettei
- Parachironomus supparillis
- Parachironomus swammerdami
- Parachironomus tenuicaudatus
- Parachironomus ticuna
- Parachironomus tirio
- Parachironomus tobaquartus
- Parachironomus transversalis
- Parachironomus turficola
- Parachironomus unicalcar
- Parachironomus waika
- Parachironomus valdiviensis
- Parachironomus varus
- Parachironomus vistosus
- Parachironomus vitiosus
- Parachironomus yanomani